# Trichoglottis kinabaluensis
Trichoglottis kinabaluensis là một loài thực vật có hoa trong họ Lan. Loài này được Rolfe miêu tả khoa học đầu tiên năm 1914.